# Schlacht von Achalziche (1853)
Oltenița – Achalziche – Başgedikler – Sinope – Cetate – Silistra – Nigojeti – Tscholok – Odessa – Kurekdere – Petropawlowsk-Kamtschatski – Alma – Sewastopol – Bomarsund – Balaklawa – Inkerman – Jewpatorija – Taganrog – Çorğun – Kars – Tschernaja – Malakow – Kinburn – Pariser Frieden
Die Schlacht von Achalziche war eine Schlacht zwischen dem Russischen Kaiserreich und dem Osmanischen Reich während des Krimkrieges. Sie ereignete sich am 13. Novemberjul. / 25. November 1853greg. bei Achalziche im heutigen Georgien.

## Hintergrund und Ausgangslage
Durch den Einmarsch russischer Truppen in das Fürstentum Moldau und das Fürstentum Walachei, Ende Juni 1853, begann der Krieg zwischen dem Russischen Kaiserreich und dem Osmanischen Reich. Neben den Kampfhandlungen auf dem Balkan und der Krim fanden wechselseitige Angriffe im Kaukasus statt. Die Festung Achalziche, die sich seit dem Frieden von Adrianopel 1829 in russischer Hand befand, war ab dem Beginn des Krieges eine der Hauptstoßrichtungen der osmanischen Angriffe im Kaukasus.

## Verlauf
Ali Pascha, der osmanische Befehlshaber bei Ardahan, rückte Anfang November mit 18.000 Mann, von denen die Hälfte irreguläre Kräfte waren, auf Achalziche vor. Am 13. November konzentrierte er seine Truppen 3 Meilen von Achalziche und begann die Stadt zu beschießen. Er wartete auf weitere Verstärkung um die Stadt direkt anzugreifen. Fürst Andronikow, der kürzlich in Achalziche eingetroffen war, übernahm das Kommando über die russischen Truppen. Er beschloss, die Osmanen anzugreifen, obwohl seine Truppen weniger als die Hälfte der osmanischen Mannstärke hatten. Ursprünglich plante er den Gegner frontal und von der Flanke anzugreifen, entschied dann jedoch sich auf den Frontalangriff zu verlassen. Mit diesem gelang es ihm, die osmanischen Truppen zu vertreiben. Die verloren alle ihre Kanonen und ihre Nachhut, konnten sich aber erst in guter Ordnung zurückziehen. Als russische Kosaken die osmanische Infanterie angriff wandelte sich deren Rückzug in eine Flucht. Der Sieg bei Achalziche und die fast gleichzeitig stattfindende osmanische Niederlage bei Alexandropol beendete beinahe jegliche militärische Initiative der Osmanen im Kaukasus.